# Günther Schumacher
Günther Schumacher, född den 27 juli 1949 i Rostock, Tyskland, är en västtysk tävlingscyklist som tog OS-guld i lagförföljelsen vid olympiska sommarspelen 1972 i München och återupprepade detta fyra år senare 1976 i Montréal. 

## Stall
- 1977: Citizen (Västtyskland)
- 1978: Citizen (Västtyskland)
- 1979: Citizen (Västtyskland)
- 1980: Citizen (Västtyskland)
- 1981: Kotter (Västtyskland)
- 1982: Okänt
- 1983: Okänt
- 1984: Okänt